# Duplicaria dussumierii
Duplicaria dussumierii is een slakkensoort uit de familie van de Terebridae. De wetenschappelijke naam van de soort is voor het eerst geldig gepubliceerd in 1839 door Kiener.